# Emília (regió)
L'Emilia (Emeja en emilià) és una regió històrica italiana estructurada a l'entorn de la via romana que li va donar nom (la via Emília) i que juntament amb la regió històrica de la Romanya constitueix avui dia la regió administrativa d'Emília-Romanya. Comprenia les actuals províncies de Piacenza, Parma, Reggio Emília, Mòdena, Ferrara i part de la província de Bolonya, incloent-ne la capital.
Plini el Vell és el primer historiador que indica uns límits força precisos de la circumscripció administrativa que es coneixia com a VIII regio des que l'emperador August va dividir la península en onze regions administratives. Hi ha documents del segle I que ja relacionen la VIII regio amb la via que la travessava i s'hi refereixen com a regio Aemiliae viae; el poeta llatí Marcial en parla tot anomenant-la Aemilia VIII regio.